# Уртакульский сельсовет
Уртаку́льский сельсове́т (баш. Уртакүл ауыл советы) — муниципальное образование в Буздякском районе Башкортостана.
Административный центр — село Уртакуль.

## Население
| 2002  | 2009  | 2010  | 2012  | 2013  | 2014  | 2015  |
| ----- | ----- | ----- | ----- | ----- | ----- | ----- |
| 1748  | ↗1822 | ↘1719 | ↘1663 | ↗1669 | ↗1780 | ↘1650 |
| 2016  | 2017  |       |       |       |       |       |
| ↘1609 | ↘1552 |       |       |       |       |       |

## Состав сельского поселения
| № | Населённый пункт                                     | Тип населённого пункта       | Население |
| - | ---------------------------------------------------- | ---------------------------- | --------- |
| 1 | Уртакуль                                             | село, административный центр | ↘437      |
| 2 | Киска-Елга                                           | село                         | ↗509      |
| 3 | Старый Буздяк                                        | село                         | ↘484      |
| 4 | Село Сарайгировского отделения Уртакульского совхоза | село                         | ↘213      |
| 5 | Чулпан                                               | деревня                      | ↘76       |

### Упразднённые населённые пункты
Днепровка — деревня, упраздненная в 2005 году.